# Иконографија Гаутаме Буде у Лаосу и Тајланду
Иконографија Готама Буде у Лаосу и Тајланду носи и назив pang phraputtarup (таи: ปางพระพุทธรูป), где реч pang значи поза, гест, a phraputtarup епизода. Сваки од ових гестова је описан у епизоди која говоре о Будиним путовањима и учењима, у складу са иконографијом и одређеним правилима-обичајима; поготову оним који се сматрају нарочито повољним за оне који су рођени у одређеном дану у недељи.
У другим будистичким земљама, у употреби је другачија али сродна иконографија, као што су мудре у индијској уметности.

## Увод
Буда је увек представљен са одређеним телесним обележјима, у одређеној одећи и у одређеној пози. Свака поза, а нарочито гестикулација и положај Будиних руку, има у будизму одређено значење.
За будисте, правилан приказ Буде није ствар анаболизма; будисти верују да одговарајуће приказан Будин лик је отелотворење: стварно духовно појављивање Буде, који поседује натприродне особине. Иако Буда није бог, будисти покушавају да успоставе духовну везу за натприродним светом посредством приказа Буде, пред којима исказују поштовање и остављају дарове.
Прикази Буде немају сврху да опишу како је Готама Буда стварно изгледао. Не постоје прикази из времена када је живео, а најстарији приказ Буде датира из периода од 500 до 600 година после његове смрти. Будисти ипак верују да Будин приказ на идеалан начин представља Буду, и да је сваки Будин приказ један од многих који временски следи оне претходне који су заменили самог живог Буду.
У току стварања Будиног лика, од уметника се очекује духовно и ментално стање (самадхи) које ће му омогућити визуелизацију ове идеалне стварности. Уметник не само да није дужан да Буду прикаже сличним неком већ постојећем приказу, већ постоји велика разноврсност у уметничким стиловима и националним обичајима у представљању Буде. У томе постоје, ипак, и следе се одређена правила.
Гестови и положаји у којима се Буда приказује, еволуирали су током првог миленијума будистичке ере (отприлике од 500. п. н. е до 500. године нове ере), углавном у Индији, колевци будизма. У почетном периоду овог раздобља, Буда је углавном приказиван како даје благослов, са десном руком подигнутом до висине рамена са дланом окренутим према напред и прстима спојеним и благо савијеним. Већ крајем Гупта царства (око 550. године), правило приказивања је већ доживело измене, а седећа медитативна поза (дхјана мудра) је постала најчешћа, нарочито у Шри Ланки. Од 7. века до данас, овај канон је остао углавном непромењен.
Како се будизам из Индије ширио у друге земље, тако се мењао и начин приказивања Буде. Овај чланак описује канон о приказивању Буде у Лаосу и Тајланду. Овај канон је формулисан тек у 19. веку, као део великог пројекта „модернизације“ који је уследио као последица све чешћих сусрета будистичког света са западном цивилизацијом. Кључна фигура у овом процесу био је сијамски принц и будистички монах Параманућит Ћинорот, син краља Раме I. 1814. је постављен за управника Ват По краљевског манастира у Бангкоку. На захтев краља Раме III, Параманућит је описао и представио 40 различитих поза Буде, у илустрованом спису под називом Патхама Самбодхикатха. Неки од ових, попут „Буда рукује иглом," биле су нове, мада утемељене у записаним догађајима из Будиног живота. Параманућитове илустрације су касније приказане у бронзаним минијатурама које се данас могу видети у Ват Пра Кју манастиру у Банкоку и служе као образац савременим уметницима.

## Будина обележја
th:ปางปรินิพพาน
Дигха никаја, пали текст из 1. века п. н. е, даје списак од 32 телесних обележја Буде. Неки од ових су поетски и ласкави ("ноге као у антилопе," „чланци као заобљене шкољке"), док су други много специфичнији: стопала са равним табанима, истурене пете, дуги и витки прсти на ногама и рукама, спојене обрве. Иако се на приказима Буде не морају видети ова телесна обележја, многа од њих добила су канонски признат статус.
Занимљиво, за Буду је речено да је имао избочење на темену главе (усниса). Ово је у неким случајевима приказивано као шиљак, а некада као мала чворуга. Будин израз је увек безбрижан са благим осмехом. У приказу Буде нису ретке ни издужене ушне ресе које симболизују мудрост а такве су постале, верује се, због тешких минђуша које је носио као принц.

## Поза и одећа
Буда може бити приказан у једном од ова четири положаја:
- Седећи: Ако седи, Буда може бити приказан у једној од ове три позе

У „херојској пози“ (вирасана), са ногама савијеним једна преко друге
У „несаломивој пози“ (вађрасана), са ногама прекрштеним тако да табани стопала буду окренути према горе
У пози особе која седи на столици (праламбанасана)
- Стојећи: Ако стоји, Буда може бити приказан са састављеним стопалима, или са једном ногом напред
- Ходајући
- Лежећи: Овај положај може приказивати Буду како спава или се одмара, али чешће представља махапариниббану или коначно утрнуће, то јест тренутак смрти.

Буда је скоро увек приказан у монашкој одећи која је и данас у употреби. У неким случајевима огртач на Буди покрива оба рамена док у другим десно раме и десни део торза остају откривени. Огртач је симбол Будине понизности. (Готама је испрва био принц који се одрекао света у потрази за просветљењем, а његов стварни огртач био је од тканине мртвачког покрова.) Огртач је приказан као танак и провидан, или необично таласаст због духовне енергије којом Буда зрачи. Будине скулптуре су често огрнуте стварним огртачем који се периодично замењује, уочи или приликом већих фестивала. Може се срести приказ Буде у краљевској ношњи, али веома ретко.

## Ручни гестови
Најважнији аспект ове иконографије је изражен покретима, односно положајем Будиних руку (мудра). Гестови рукама имају значења која су позната у будистичком свету, и у целини са једном од четири позе у којима се Буда приказује, заокружују слику која асоцира или описује одређени догађај из Будиног живота.
Шест мудра које се везују за лик Буде су:
- Додиривање земље (бхумиспарса мудра) th:ปางมารวิชัย pang maa-rá-wí-chai): десна рука спуштена преко десне ноге са прстима који показују надоле и додирују тло (не увек дословно, као што се види на фотографији на врху странице). Лева рука остаје у дхјана мудра положају, у Будином крилу. Ова мудра је позната по имену „позивање земље као сведока," или под тачнијим називом, „Буда побеђује Мару" (демона који је искушавао Буду покушавајући да га заведе визијама лепих жена). Овај гест симболише Будино одрицање од земаљских задовољстава, и с обзиром да је то централно место у разумевању будизма, ово је и најчешће приказивана мудра.
- Медитација, (дхјана мудра th:ปางสมาธิ pang sà-măa-tí): руке су спуштене у крило са длановима окренутим према горе. Ова мудра се виђа код Буде у седећем положају. Она приказује Буду који менталном концентрацијом дисциплинује сопствени ум, што је неопходан корак ка просветљењу.
- Милосрђе,(варана мудра) th:ปางประทานพร pang bprà-taan pon): десна рука је благо уздигнута, са отвореним дланом и испруженим прстима. Ова мудра се везује за Буду у стојећем ставу. Значење овог геста је да Буда одобрава или прима понуђене дарове.
- Одсуство страха (абхаја мудра) th:ปางประทานอภัย pang bprà-taan à-pai):[/b] једна или обе руке су савијене у лактовима и шакама, са длановима окренутим према напред и прстима окренутим на горе. Овим Буда суочен са невољом показује одсуство страха, или поучава друге да тако чине. Подигнута десна рука се такође назива „смиривање животиња“ th:ปางโปรดสัตว์ pang pròht sàt; а гест подигнуте обе руке се још назива „одбијање рођака“ th:ปางห้ามญาติ pang ham yat. Ове 'мудре се обично виђају код Буде у стојећем ставу, али понекад и у седећем положају.
- Расуђивање и излагање (витарка мудра): рука и шака су у истом положају као код абхаја мудре, осим што се палац и кажипрст додирују. Гест може бити учињен десном или левом руком (најчешће десном), али никада обема рукама. Означава позивање на разум, или давање упутства. А тумачи се и као апел за мир.
- Покретање точка учења (дхаммаћакра мудра): обе руке су испред груди, у 'витарка мудра положају, с тим да су прсти леве руке спуштени на длан десне руке. Ова мудра се не виђа често јер се односи на једну конкретну епизоду из Будиног живота: прву проповед, када је „покренуо точак учења“ које је и његово животно дело. Овај гест се може видети код приказа Буде у стојећем и у седећем положају.

Током векова, комбинације и варијације ових шест мудра су еволуирале. На пример, двострука абхаја мудра, са обе руке подигнуте у абхаја положај, постала је честа у Тајланду и Лаосу у 16. веку, и данас је једна од најчешћих у приказима Буде у југоисточној Азији. А често се назива „Буда подучава разуму“. Како су уметници желели да прикажу сцене из Будиног живота, нове, изведене мудре су се појавиле, попут: „Буда држи просјачку чинију“, „Буда прима манго“ и оне у којима Буда изводи разна чудеса. Многе од ових воде порекло из Бурме, одакле се шире у друге земље будистичког света.